# 成田亨
成田 亨（なりた とおる、1929年9月3日 - 2002年2月26日）は、日本のデザイナー、彫刻家。青森県出身。

## 略歴
神戸市生まれで、翌年より父方の故郷である青森市にて育つ。俳優の成田浬は息子、漫画家の成田美名子は従兄弟の娘。
生後8ヶ月の時、青森県の自宅で囲炉裏の炭をつかんで左手に火傷を負い、数度の手術でも治らなかった。1936年4月、青森市立古川尋常小学校（現：青森市立古川小学校）に入学。8歳の時に兵庫県武庫郡大庄村（現：尼崎市）へ移り、大庄村立大庄尋常小学校（現：尼崎市立大庄小学校）に転校。4年生時の学校分離により大庄村立大庄尋常第二小学校（旧：尼崎市立西小学校）に通い、14歳までの6年間を尼崎市で過ごす。小学校では言葉の違いと左手の火傷のことでいじめられ、右手だけで描ける絵が救いとなり、将来は画家になることを決意する。
旧制青森県立青森中学校（現：青森県立青森高等学校）を卒業した当時、絵の指導を受けていた画家の阿部合成宅には太宰治が出入りしており、彼らの激励に勇気づけられたと後年に明かしている。印刷工として働いて資金を貯め、1950年には武蔵野美術学校（現：武蔵野美術大学）に入学する。当初は洋画を専攻していたが、授業に不満を感じ、途中で彫刻学科に転科する。彫金の作業中、移植した皮膚からはしばしば出血していたという。
1954年、美術学校卒業後には友人に誘われ、怪獣映画『ゴジラ』（東宝、本多猪四郎監督）に美術スタッフのアルバイトとして参加する。石膏グループの一員として、怪獣ゴジラに壊される建物のミニチュアを制作した。以後、彫刻家として活動する傍ら、美術スタッフとして各映画会社の特撮作品に携わる。
1955年、彫刻作品で「第19回新制作展」に入選した。
1956年、武蔵野美術学校彫刻研究科（現大学院）を修了し、映画監督のもとに弟子入りすると、1962年には第26回新制作展新作家賞を受賞する。
1965年春、円谷英二の誘いで円谷特技プロダクションと口頭契約して契約社員となり、特撮テレビ映画『ウルトラQ』（1966年、TBS）の第2クールから美術監督を務める。続く『ウルトラマン』（1966年、TBS）、『ウルトラセブン』（1967年、TBS）、『マイティジャック』（1968年、フジテレビ）でも、怪獣やレギュラーメカのデザインを手がけた。これらキャラクターデザインに関しては、後にその著作権を巡り、円谷プロと争うことになる。
1968年、円谷プロを退社。『ウルトラセブン』、『マイティジャック』の美術監督を中途降板した後、青森市で個展を開催する。その後、大阪万博の「太陽の塔」内部に設置された「生命の樹」の施工のプロデュース、映画の美術監督などを経て、全国各地で個展を開催する。
晩年は尼崎市をたびたび訪問し、市域を流れる武庫川の土手に自身がデザインした『ウルトラマン』、『ウルトラセブン』、『突撃! ヒューマン!!』の等身大三身一体像を建立するために地域の活動グループと共に奔走するが、願いは叶わなかった。
2002年2月26日、多発性脳梗塞により、死去。72歳没。

## 彫刻家、画家として
一芸術家として、個展などで作品の販売も行っていた。その際、注文を受けると展示した作品個体そのものではなく、後日そっくり同じものを新たに製作し、それを客に届けるという形を採っていた（無論、全くのコピーではないため若干の個体差はあるが、作品としてのクオリティは同等まで仕上げていた）。そのため、全く同じ構図・同じ彩色の作品が複数存在しているものがあり、贋作容疑がかかることもある。
個人作品として、作品名に著作キャラクター名を冠さないでウルトラマンや怪獣を描いたこともある。その際のウルトラマンにカラータイマーは存在しない。

## ウルトラマンのデザイン
成田は円谷特技プロダクションのテレビ特撮番組『ウルトラQ』に途中参加し、番組内に登場する怪獣や宇宙人のデザイン、セットの美術デザインを手がけた。円谷特技プロの次回作『ウルトラマン』の企画では、主人公が正義の怪獣（宇宙人）という設定となり、当初「怪獣」のイメージから東宝特技課の美術監督渡辺明により、クチバシと翼を持つ烏天狗のような怪獣タイプのデザイン（名称ベムラー）がなされた。企画が進行し、主人公を「怪獣」から「宇宙怪人」にコンセプト変更されたのち、文芸部の金城哲夫は成田に主役ヒーローのデザインを依頼し、「いまだかつてない格好のいい美しい宇宙人が欲しい」と注文をつけた。
金城の依頼を受けた成田は、「宇宙怪人」のイメージとして、角を生やし、ダイヤモンドカットの髭を生やした宇宙人デザイン（名称レッドマン）を起こしたが、さらに検討が加えられるうちに、宇宙時代のヒーローとして、身体にぴったりフィットした宇宙服と、ヘルメットをベースとしたマスクデザイン画に変化。「人の顔」から余分なものを徹底的にそぎ落とす作業を繰り返した。その作業の際に成田は以下の方針を立てている。
- 広隆寺の弥勒菩薩像にも通じるアルカイックスマイルをヒントにした口元。
- 能面のように単純化された様式でありながら、見る角度や陰影によって様々な表情を表す。
- 宇宙ロケットから着想を得た銀色の肌。
- 火星の模様からの発想による全身のライン。

これらのデザインコンセプトを元に何枚かのスケッチを描いたのち、成田は平面画によるデザインを諦め、『ウルトラQ』で怪獣造形を担当した、武蔵野美大の後輩である造形家佐々木明とともに、粘土原型による直接の形出しに切り替えた。佐々木の造形に、単純化されたデザインが間延びしないよう、目の位置や耳の角度など、パーツデザインにこだわり苦労しながら成田が手を加え、試行錯誤が繰り返され、こうしてようやく、日本初の巨大宇宙人ヒーロー「ウルトラマン」は、1尺サイズの粘土原型の形で完成するに至った。そのため、ウルトラマンにはデザイン決定稿は存在しない。また特徴的な銀と赤の体色に関しては、体のラインには当初宇宙感を示す青を考えていたが、ホリゾント（背景）の青空に染まってしまうため断念し、現在に至る赤いライン（血脈）に落ち着いた。

### カラータイマーと覗き穴
ウルトラマンの特徴の一つであるカラータイマーは、子供にも視覚的にわかりやすくウルトラマンが弱っていることを示すためのギミックとして、円谷特技プロ文芸部の発案で追加されたが、デザイン段階では存在せず成田も、それを大変嫌っていた。
結局、作中でこれは採り入れられたが、成田は次回作『ウルトラセブン』では、「後から付けられるような事があるのであれば、最初から付けておいたほうがいい」という考えからカラータイマーを廃し、額に設定した「ビームランプ」でその役割を兼用させることとした。
また、ウルトラマンの瞳と言われるのぞき穴は、演者である古谷敏の視界確保のため、マスコミを招いてのスチール撮影会である「第一回特写会」の際に、成田が開けたものである。この特写会では、覗き穴をどう処理するか成田も決めかねていて、このため視界をほとんど確保できないままのウルトラマンは、円谷英二やマスコミ関係者の見守るなか、手を引かれてよろめきながらステージに立つような状況だった。
結局、成田は「第一回撮影会」の休憩時間に、控室にドリルを持ち込み、その場で覗き穴を開けている。これは成田にとっては不本意であり、古谷は「怒っているようでもあり、マスクに傷を入れるのを悲しんでいるような複雑な表情だった」と述べている。後になって成田は古谷に、「やるせなかったが、あの場では仕方がなかった。実際の撮影では戻すつもりだったが、時間もなく面倒くさくてあのままにしてしまった。デザイナーとしては失格だったよ」と心情を吐露している。さらに特撮ステージでの初撮影でも視界は不満足で、古谷の依頼で機電担当の倉方茂雄によって、さらに穴が拡げられた。
こうしたこともあり、成田によるウルトラマンの絵や彫刻には、原則としてカラータイマーも目の覗き穴も存在しない。カラータイマーが描かれている例としては、1967年に芳賀書店から発行された『決定版怪獣大行進』所載の「ウルトラマンマグネット作戦」扉絵や、1980年代に発売されたバンダイの「REAL HOBBY SERIESウルトラマン」封入解説書表紙の絵がある。ただし、裏表紙のイラストには描かれていない。

### バリエーション
初代ウルトラマンのマスクは、スーツアクターを担当する古谷敏の顔から石膏型をとり、これに粘土で肉付けする形で原型としたものである。透明な眼球は、透明アクリルを熱して木の押し型で丸く抜いたものである。これらの作業は佐々木明が行っている。目の電飾用のスイッチは耳に設置されており、古谷が自分で操作していた。
古谷の着任は、成田の強い要請によるものだった。成田は『ウルトラQ』での古谷の長身に惚れ込み、「ビンさん（古谷）以外に考えられない」と彼を口説き落として起用している。古谷によれば初代ウルトラマンのスーツはウェットスーツを使用しており、演技時間は15分が限界だったという。初期は国産の黒いウェットスーツ素材を塗装したが、中途からアメリカ製の軽く赤い色の素材が使われ、これに銀模様を塗って仕上げている。
後年では、初代ウルトラマンのスーツには以下に挙げた3つのバリエーションが存在するとされているが、これは1980年代の特撮同人誌ブームの折、ライターのヤマダマサミが便宜上後付けで分けたものであり、成田の意志ではない。
Aタイプ（第1話 - 第13話）
マスクはFRPのマスクにラテックスを貼ったもの。初期の企画案ではウルトラマンが会話するという設定だったため、演技者が口を開くと閉じ、閉じると開くように工夫されているが、本編でこのギミックは活用されなかった。
Bタイプ（第14話 - 第29話）
ラテックス製マスクが撮影が進むにつれて劣化したことと、会話用のギミックを使用しなかったことから、硬質樹脂（FRP）製に変更したもの。
Cタイプ（第30話 - 第39話）
制作については、成田は新たにCタイプの発注をした覚えがないと語っている。佐々木によると、Bタイプが痛んできたために代替スーツの製作にあたり、マスクも新たに必要になったので同時に新造したとのことで、元々特別な変更の意図は無く結果的にCタイプになったとの旨を明かしている。ただし、成田はCタイプを否定する発言はしておらず、1996年には本物のウルトラマンの顔として「マンのマスク（二次原型）」と題された彫刻を発表しているが、これはオリジナルの型から抜かれたCタイプに改良を加えたものである。

### 成田による再デザイン
1989年に成田はウルトラマンのリデザインを試みている。円谷プロがオーストラリアで新しい「ウルトラマン」（後の『ウルトラマンG（グレート）』）を撮影する計画を立ち上げ、成田に新たなウルトラマンと怪獣のデザイン依頼を打診した。成田は直ちに新ウルトラマンのデザイン画を描き上げた。「ウルトラマン神変」と題されたそのウルトラマンは、金色のボディに黒いラインだった。オーストラリア版「ウルトラマン」は成田がデザイン料として著作権の30%を要求したため、円谷プロと折り合いが付かず、結局成田の登板は実現しなかった。
2022年公開の映画『シン・ウルトラマン』でのウルトラマンのデザインは、成田の『真実と正義と美の化身』がデザインコンセプトの原点となっており、カラータイマーや目の覗き穴、背中のファスナーを排したデザインとなっている。

## 怪獣のデザインの特徴
成田はコスモス（秩序）の象徴としてのウルトラマンに対し、怪獣はカオス（混沌）の象徴という理念でデザインした。あらゆる生物や無生物からヒントを得ながらも意外性を求め、自由な変形や組み合わせにより独創的な形の創造を目指した。演出家や監督は、ウルトラマンに対峙する怪獣は恐ろしい外見をした悪役らしいインパクトのある物にしようと考えていたが、成田は内臓が露出していたり、顔が崩れていたりする嫌悪感を示すような怪獣は子供番組に適さないと考えた。そこでウルトラ怪獣のデザインに当たり、
1. 怪獣は妖怪ではない。手足や首が増えたような妖怪的な怪獣は作らない。
2. 地球上の動物をそのまま大きくしただけの怪獣は作らない。
3. 身体が破壊されたような気味の悪い怪獣は作らない。内臓が剥き出しであったり、脳がはみ出たり、血をダラダラ流さない。

という三つの規範を定めた。また、侵略宇宙人のデザインについて、「地球人にとっては悪でも、彼の星では勇者であり正義なのだから、『不思議な格好よさ』がなければいけない」とも述べている。
バルタン星人は今でも人気怪獣であり、成田の代表作と取られがちだが、成田自身は「セミ人間に角と大きな鋏をつけてくれという無意味な注文が嫌だった」とその造形を否定している。逆にケムール人を、自身の芸術的理想に照らして会心の宇宙人として挙げている。
成田は奇怪で複雑なデザインを嫌った。デザイナーが表現の初期衝動を大事にせず、物のかたちの根底や問題の根底を問わず、既存の怪獣デザインの枠内だけで怪獣のデザインを考える安易で狭い姿勢をとり続ける限り、既存の怪獣の単なる組み合わせや複雑化などデザインの堕落が進むと批判した。「新しいデザインは必ず単純な形をしている。人間は考えることができなくなると、ものを複雑にして堕落してゆく」と述べている。
ウルトラマンとウルトラセブンの銀色塗装による金属感の表現に不満だった。『突撃! ヒューマン!!』（1972年、日本テレビ）では、主役ヒーロー「ヒューマン」のマスクを、ステンレスの叩き出しによる金属成型で表現。自ら「会心の作」と述懐している。
生前、ウルトラマンタロウ、ウルトラの母の造型を否定していた。このことは福岡の成田亨展にも掲載されている。
『円盤戦争バンキッド』（1976年、日本テレビ）の宇宙人のデザイン（第6話以降）も手がけているが、これに関しては「作品内容は取るに足らないものであったが、宇宙人のデザインは気に入っている」と語っている。

## メカデザインなど
『ウルトラQ』『ウルトラマン』、『ウルトラセブン』、『マイティジャック』における主要メカニックや小道具なども、その多くは成田によってデザインされた。しかし、オリジナルのメカ自体が少ない『ウルトラQ』はともかく、『ウルトラマン』では主役メカと言うべき「ジェットビートル」が諸事情で間に合わず、東宝映画『妖星ゴラス』（1962年、監督：本多猪四郎）で用いたプロップと同じ木型から作った複製を使用せざるを得ず、自らがデザインした他のメカ、小道具等との統一性が図られなかった事を、成田は後々まで悔やんでいたらしい。自らがデザインした三角ビートルを登場させたことがせめてもの反抗だったと語る。
そのため、『ウルトラセブン』ではトータルデザインを重要視し、ウルトラホークなどの主役級メカをはじめ、極東基地全体の構造図、隊員服、ビデオシーバー等の小道具、基地作戦室のパーマネントセットに至るまで一貫したデザインカラーの元に企画された。作戦室の地図を当時の一般的な世界地図ではなく、少し先の未来を感じさせるバックミンスター・フラーのダイマクション地図にするなど、至るところに世界観に合わせた細かなこだわりを持たせた。またポインターを中古車から起こす際、改造現場に立会い指示を出したとも言われる。同車が銀に黒帯なのは、「中古車改造ゆえ鋭いイメージが出せず黒で締めたため」と後に述懐している。

## 著作権に関する問題
類例のないユニークなウルトラマンの成功は成田デザインの功績が大きいと言えるが（もちろん、造形、ストーリー、演出も重要な成功要素である）、当時、円谷プロ社員として制作スタッフに参加していたため、作品内における、すべての権利は製作会社に帰属（これは職務著作または法人著作と呼称されている）することになった。ゆえに東映作品に原作者として参加した石森章太郎、永井豪、松本零士とは立場がまったく異なっている。
1986年に出版された雑誌の成田へのインタビューでは「ウルトラマンを本や雑誌に掲載する時、「デザイン・成田亨」と明示する約束でしたが、いつの間にかそれは消されており、私の知らない間にウルトラマンに髭が生えたり角が生えたりオッパイが突き出たりしました。そして、私は住居不明だったそうです。」との発言がされており、ウルトラマン、ウルトラセブンの本放送当時の書籍出版物には「デザイン・成田亨」と明記された書籍が（講談社テレビコミックスなど）実在することから、新進気鋭の彫刻家であった成田にとって、ウルトラデザイン上の雇用上もしくは雇用後の約束違反に該当してきた可能性は非常に大きい。ただし、書籍出版物での「デザイン・成田亨」の記載がなくなって以降も、『ウルトラQ』、『ウルトラマン』、『ウルトラセブン』のスタッフリストが掲載される時は「美術・成田亨」もしくは「特撮美術・成田亨」と一貫してクレジットされている。
後年になってウルトラマンや怪獣、メカニックなどのデザインに関する権利を主張するようになり、作品そのものの著作権を持つ円谷プロに対して対立を表面化させた。そのため、朝日ソノラマから一度出版された「円谷プロ作品における成田画集」が「なぜ、俺の絵に円谷プロの許可が必要なんだ」として、成田の意向により、絶版になるなどの事態が生じている。その他にも成田は当時のスタッフの一部に対して不信感を抱いており、後年デザインの制作過程に無関係なスタッフが「自分たちがみんなで考えて絵描きに描かせた」などと発言したことに対しても憤慨していた。そして何度かあった新しいウルトラシリーズへの円谷プロからの参加依頼（ただし、後述する訴訟前）には成田が、この著作権のロイヤリティーの話を持ち出したため、円谷プロのスタッフが席を立ってしまったこともあった。また、カラータイマーの追加、『帰ってきたウルトラマン』以降のバリエーションのデザインに対する嘆きともとれる発言もいくつか残している。
そして成田は後年、原告として円谷プロを相手取り著作権に関する民事訴訟をおこしたが、裁判は判決を待たずに「原告側の訴訟取り下げ」により終了している。なお、弁護士間の常識では、和解以外で訴訟を取り下げるのは「原告側が勝訴の可能性無しと判断した」以外は考えられないとされているが、円谷英明の著書によれば、「そんな単純な問題ではなく、成田氏に近い人の話では、円谷プロの幹部が成田に接触し、訴訟を取り下げれば次回作に参加してもらうと持ちかけて訴訟を取り下げてもらったとの事」と記述にある。ただし、裁判記録や訴訟取り下げ後に出版された成田の著書には、そのような記述は一切無く、その後も成田は円谷プロでは仕事をしていない。
こういった経緯もあり、海外におけるウルトラシリーズ使用権を争ったソムポート・セーンドゥアンチャーイと成田は意気投合し、取材に応じている。2001年11月20日、ソムポートは成田から200枚あまりの原画の使用権を獲得。その後、ソムポートは日本を除く世界に成田の原画を広めようと尽力したとされている。
2002年、成田の死後、成田が所有していた番組製作当時のデザイン画稿やウルトラにまつわる絵画のうち、187点が青森県立美術館に譲渡されている。それら青森県立美術館等所有と遺族所有の作品群に関するデザイン画、イラスト、絵画、立体物などのグッズの商品化時における著作権表記は、成田の死後は基本的に成田夫人となっている。「ウルトラにまつわる後年製作の絵画等美術品」や「当時のデザイン画稿等で成田保管物」に対する著作権は成田夫人のみに帰属していると遺族は判断しており、それらのグッズに対して円谷プロへの使用許諾申請や著作権表記は一切していない。2015年時点で最新の回顧展の展覧会チラシにも、円谷プロの文字はない。
2014年に発売された一般書籍の「成田亨作品集」（羽鳥書店）には図版クレジット部分の著作権表記に、成田夫人、Eternal Universe / NTV、東宝と併記する形で、円谷プロの版権表記が「円谷プロ Original Design by 成田亨」と書かれている。これは成田がウルトラマン、ウルトラセブンの映像作品に対して望んでいた「出版物上での表記」であった。作品集全体の著作権はEternal Universeとなっている。

## 担当作品

### 映画作品
- 東尋坊の鬼（新東宝、1954年）
- 悲恋まむろ川（新東宝、1954年）
- 日本敗れず（新東宝、1954年）
- ゴジラ（東宝、1954年）- ミニチュア制作[10][1]
- ゴジラの逆襲（東宝、1955年）- ミニチュア制作[10][1]
- 亡命記（松竹、1955年）
- 獣人雪男（東宝、1955年）
- 夫婦善哉（東宝、1955年）
- 白夫人の妖恋（東宝/ショウブラザース、1956年）
- 忘れえぬ慕情（松竹/パテ、1956年）
- 空の大怪獣ラドン(東宝、1956年)
- 雲の墓標より 空ゆかば（松竹、1957年）
- 智恵子抄（東宝、1957年）
- 喜びも悲しみも幾歳月（松竹、1957年）
- 地球防衛軍（東宝、1957年）
- 氷壁（大映、1958年）
- 楢山節考（松竹、1958年）
- 大怪獣バラン（東宝、1958年)
- 野獣死すべし（東宝、1959年)
- サラリーマン出世太閤記 課長一番槍（東宝、1959年）
- 孫悟空（東宝、1959年)
- 鉄腕投手 稲尾物語（東宝、1959年)
- 潜水艦イ-57降伏せず（東宝、1959年）
- 日本誕生（東宝、1959年)
- 宇宙大戦争（東宝、1959年)
- ハワイ・ミッドウェイ大海空戦 太平洋の嵐（東宝、1960年)
- 天下の快男児 突進太郎（東映、1960年）
- 第三時世界大戦 四十一時間の恐怖（第二東映、1960年）
- 殴り込み艦隊（東映、1960年）
- 赤い影の男（東映、1961年）
- ニュー東映ロゴ（ニュー東映、1961年）
- アマゾン無宿 世紀の大魔王（ニュー東映、1961年）
- べっぴんさんに気をつけろ（ニュー東映、1961年）
- 次郎長社長と石松社員（ニュー東映、1961年）
- 飛ばせ特急便 深夜の脱獄者（ニュー東映、1961年）
- 我が生涯は炎の如く（ニュー東映、1961年）
- 風来坊探偵 赤い谷の惨劇（ニュー東映、1961年）
- 風来坊探偵 岬を渡る黒い風（ニュー東映、1961年）
- 続次郎長社長と石松社員（ニュー東映、1961年）
- 宇宙快速船（ニュー東映、1961年）
- モーガン警部と謎の男（東映、1961年）
- 南太平洋波高し（東映、1962年）
- 二・二六事件 脱出（東映、1962年）
- あの空の果てに星はまたたく（東映、1962年）
- サラリーマン一心太助（東映、1962年）
- 山麓（東映、1962年）
- ギャング対ギャング（東映、1962年）
- 八月十五日の動乱（東映、1962年）
- 硝子のジョニー（日活、1962年）
- 暗黒街最大の決斗（東映、1963年）
- パレンバン奇襲作戦（東映、1963年）
- ジャコ萬と鉄（東映、1964年）
- 駆逐艦雪風（松竹、1964年）
- 越後つついし親不知（東映、1964年）
- 銃殺（東映、1964年）
- 忍者部隊月光（東映、1964年）
- 龍虎一代（東映、1964年）
- 飢餓海峡（東映、1965年）
- 海の音（日活、1965年）
- カミカゼ野郎 真昼の決斗（にんじんプロ/国光、1966年）
- 海底大戦争（東映/ラム・フィルム、1966年）※武庫透名義
- フランケンシュタインの怪獣 サンダ対ガイラ（東宝、1966年）- 怪獣「サンダ」「ガイラ」のデザイン[27][1]
- 花の特攻隊 あゝ戦友よ（日活、1970年）
- 戦争と人間 第一部 運命の序曲（日活、1970年）
- 最後の特攻隊（東映、1970年）
- Moon Sunday（ジェムプロ、1970年）
- 戦争と人間　第二部 愛と悲しみの山河（日活、1971年）
- 樺太1945年夏 氷雪の門 （JМP、1974年）- 特技監督
- 新幹線大爆破（東映、1975年）
- トラック野郎・望郷一番星（東映、1976年）[28]
- トラック野郎・天下御免（東映、1976年）[29][30]
- トラック野郎・度胸一番星（東映、1977年）
- トラック野郎・男一匹桃次郎（東映、1977年）[31]
- トラック野郎・突撃一番星（東映、1978年）[31]
- 乱中日記（韓振興業、1978年）
- 悪魔が来たりて笛を吹く（東映、1979年）
- 白昼の死角（東映、1979年）
- トラック野郎・熱風5000キロ（東映、1979年）
- この子を残して（松竹、1983年）
- 麻雀放浪記（東映、1984年）
- スケバン刑事（東映、1987年）
- シン・ウルトラマン（「シン・ウルトラマン」製作委員会、2022年）

### テレビ作品
- ナショナルキッド（NETテレビ、東映、1960年）
- ゼロファイター（フジテレビジョン、国際放映、1964年[注釈 4]）
- スパイ 平行線の世界 介入（TBS映画部、1965年）
- ウルトラシリーズ、円谷特技プロ制作作品
  - ウルトラQ（TBSテレビ、円谷特技プロダクション、1966年）[注釈 5]
  - ウルトラマン（TBSテレビ、円谷特技プロダクション、1966年 - 1967年）
  - 快獣ブースカ（日本テレビ放送網、東宝、円谷特技プロダクション、1966年 - 1967年）
  - ウルトラセブン（TBSテレビ、円谷特技プロダクション、1967年 - 1968年）
  - マイティジャック（フジテレビジョン、円谷特技プロダクション、1968年）
- サンダーマスク[注釈 6]（日本テレビ放送網、ひろみプロダクション、東洋エージェンシー、1972年）
- 突撃!ヒューマン!!（日本テレビ放送網、ユニオン映画、1972年）
- 円盤戦争バンキッド（日本テレビ放送網、東宝、読売広告社、1976年 - 1977年）

### 未映像化作品
- 空飛ぶ戦艦（東宝、1966年）
- さすらいのマヤラー（モ・ブル、1970年代頃）
- Uジン（モ・ブル、1970年代〜1980年代前半頃）
- 世紀末大戦MU -ムウ-（サンライズ、1989年）
- ネクスト（バンダイビジュアル、1992年 - 1995年）

## 作品集、著書
- 成田亨画集 ウルトラ怪獣デザイン編（朝日ソノラマ、1983年）
- 成田亨画集 メカニック編（朝日ソノラマ、1984年）
- モンスター大図鑑 ゲーム・アーツ編著（弓立社、1986年）
- 特撮と怪獣 わが造形美術 滝沢一穂編（フィルムアート社、1996年）
- 特撮美術（フィルムアート社、1996年）
- 眞実 ある芸術家の希望と絶望（成田亨遺稿集製作委員会、2003年）
- 成田亨の世界 工藤健志 成田流里監修（田川市美術館、2005年）
- 怪獣と美術 成田亨の造形芸術とその後の怪獣美術（東京新聞、2007年）
- 成田亨作品集（羽鳥書店、2014年）
- 成田亨画集［復刻版］BOX（復刊ドットコム、2018年、上記『成田亨画集』2冊の復刻版）

## 個展
- 日本の鬼の交流博物館（福知山市大江町） - 成田の描いた古今東西の鬼のイラストを常設展示
- 成田亨が残したもの（鷹山宇一記念美術館、2003年9月13日 - 10月13日）
- 成田亨の世界（田川市美術館、2005年7月9日 - 8月14日）
- 怪獣と美術−成田亨の造形芸術とその後の怪獣美術−（山寺芭蕉記念館、2007年7月18日 - 8月26日／ 三鷹市美術ギャラリー、2007年9月8日 - 10月21日／足利市立美術館、2007年11月3日 - 12月24日）
- 成田亨 美術／特撮／怪獣（富山県立近代美術館、2014年7月19日 - 8月31日／ 福岡市美術館、2015年1月6日 - 2月11日／青森県立美術館、2015年4月11日 - 5月31日）
- 成田亨 尼崎ゆかりの資料展（尼崎市アートラボ、2016年8月6日 - 9月19日）